# 津久戸町
津久戸町（つくどちょう）は、東京都新宿区の町名。住居表示実施済み地区であり、「丁目」のない単独町名である。

## 地理
新宿区の北東部に位置する。町域の北は新小川町に、東は揚場町・下宮比町に、南は神楽坂に、西は白銀町・筑土八幡町にそれぞれ接する（以上の町名はいずれも新宿区）。
町域は飯田橋駅付近の一角に当たり、大久保通りが通っている。町内にはビルや小学校、地域医療機能推進機構東京新宿メディカルセンターのほか、少数の住宅がある。
町域内に鉄道駅はないが、飯田橋駅が至近にある。

## 歴史
1988年（昭和63年）：従前の町名を継承する形で住居表示が実施された。

## 世帯数と人口
2025年（令和7年）3月1日現在（新宿区発表）の世帯数と人口は以下の通りである。
- 世帯数 : 65世帯
- 人口 : 88人

### 人口の変遷
国勢調査による人口の推移。
| 年                 | 人口 |
| ------------------ | ---- |
| 1995年（平成7年）  | 160  |
| 2000年（平成12年） | 143  |
| 2005年（平成17年） | 163  |
| 2010年（平成22年） | 171  |
| 2015年（平成27年） | 122  |
| 2020年（令和2年）  | 103  |

### 世帯数の変遷
国勢調査による世帯数の推移。
| 年                 | 世帯数 |
| ------------------ | ------ |
| 1995年（平成7年）  | 70     |
| 2000年（平成12年） | 67     |
| 2005年（平成17年） | 100    |
| 2010年（平成22年） | 100    |
| 2015年（平成27年） | 88     |
| 2020年（令和2年）  | 70     |

## 学区
区立小・中学校に通う場合、学区は以下の通りとなる（2018年8月時点）。
- 区域 : 全域
  - 小学校 : 新宿区立津久戸小学校
  - 中学校 : 新宿区立牛込第三中学校

## 事業所
2021年（令和3年）現在の経済センサス調査による事業所数と従業員数は以下の通りである。
- 事業所数 : 109事業所
- 従業員数 : 5,242人

### 事業者数の変遷
経済センサスによる事業所数の推移。
| 年                 | 事業者数 |
| ------------------ | -------- |
| 2016年（平成28年） | 90       |
| 2021年（令和3年）  | 109      |

### 従業員数の変遷
経済センサスによる従業員数の推移。
| 年                 | 従業員数 |
| ------------------ | -------- |
| 2016年（平成28年） | 4,341    |
| 2021年（令和3年）  | 5,242    |

## 施設
- 地域医療機能推進機構東京新宿メディカルセンター
- 新宿区立津久戸小学校
- 熊谷組本社
- 有限責任あずさ監査法人本社

## その他

### 日本郵便
- 郵便番号 : 162-0821[3]（集配局 : 牛込郵便局[15]）。